# Амбарвалії
Амбарвалії  (лат. ambarvales, ambarvalies, чи  ambarvalia, з латинської -  amb- "навколо", arvum - поле; разом із urvare - орати) - у Стародавньому Римі свято поля яке відбувалося навесні. Спочатку амбарвалії влаштовували в травні (29 травня) на честь Марса чи Деа Діа,  за часів Авґуста — на честь Керери. 
Під час свята гнали через поля бика, вівцю та свиню і потім їх приносили  у жертву. Це служило для очищення поля від гріхів. З ростом площі римських полів,  процедура преносилася на інші визначені місця і там відбувалися святкування як feriae conceptiva. 
Подібна процедура тільки для міста Риму відбувалася на початку лютого і супроводжувала свято Амбурбія.